# Johor Bahru
Johor Bahru è una città della Malaysia, capitale dello stato di Johor e capoluogo dell'omonimo distretto.
Ha una popolazione di 497 097 abitanti mentre l'area metropolitana conta 1 638 219 ed è la seconda area metropolitana più popolosa della Malaysia.
La città è situata sullo Stretto di Johor (noto anche come Stretto di Tebrau), che separa la Malaysia Peninsulare da Singapore. La popolazione totale dell'agglomerato urbano Singapore-Johor Bahru conta circa 6 milioni di abitanti.